# Agricultura regenerativa
L'agricultura regenerativa descriu pràctiques agrícoles i ramaderes que, entre altres beneficis, reverteixen el canvi climàtic mitjançant la restauració de la matèria orgànica i de la biodiversitat del sòl degradat– obtenint com a resultat una baixa de carboni atmosfèric i millorant el cicle de l’aigua. Específicament, és un mètode holístic de gestió de la terra que potencia el poder de la fotosíntesi en les plantes per tancar el cicle del carboni, produir salut al sòl, resiliència dels cultius i densitat nutritiva dels aliments.
L'agricultura regenerativa incorpora la permacultura i les pràctiques agrícoles orgàniques, com cultius de cobertura, rotació de cultius, compost, refugis mòbils per animals i rotació de pasturatges, i representa un model agrícola dirigit a agricultors i ramaders que comparteixen que el sistema actual d'agricultura intensiva al que estan sotmesos no és sostenible.
Sobre la base de criteris de sostenibilitat, l'agricultura regenerativa es pot descriure com una forma de fer agricultura: 
- Ecològicament regenerativa: restaura el potencial dels serveis de l'ecosistema.
- Econòmicament rendible: redueix dràsticament els costos variables i incrementa els rendiments.
- Socialment cohesiva: crea ocupació i riquesa local, i connecta a les persones al voltant d'una nova visió.[3]